# Eramet
Eramet ist ein französisches Bergbau- und Metallurgie-Unternehmen. Es produziert Nickel, Mangan, Nickelbasislegierungen sowie weitere Nichteisenlegierungen und Schnellarbeitsstahl.

## Geschichte
Im Jahr 1880 wurde das Unternehmen Société Le Nickel (SLN) von den Franzosen Jules Garnier, Henri Marbeau sowie dem Australier John Higginson gegründet und betrieb auf Neukaledonien mehrere Nickelbergwerke. Die Rothschild Frères übernahmen die SLN 1883 und waren Mitgründer des Bergbauunternehmens Eramet, das sie ab 1890 vollständig beherrschten.
Bis zu Beginn des 20. Jahrhunderts war SLN der weltgrößte Nickelproduzent. Die Bergwerke und das Hüttenwerk in Nouméa erhielten 1974 mit Elf Aquitaine einen neuen Miteigentümer. 1983 kam es erneut zu einem Eigentümerwechsel, wobei nun ERAP (Entreprise de recherches et d’activités pétrolières) die Mehrheit hielt. 1985 wurden die Anlagen in Neukaledonien im Unternehmen Société Métallurgique Le Nickel-SLN zusammengefasst und als Muttergesellschaft das Unternehmen Eramet-SLN gegründet (ab 1992 Le Nickel-SLN und Eramet).
Ab 1989 diversifizierte das Unternehmen und kaufte die Aktienmehrheit am gabunischen Mangan-Bergbau-Unternehmen Compagnie Miniere de l’Ogooue SA (Comilog). Die Tochterunternehmen Kloster Speedsteel und La Commentrienne wurden 1992 zu Erasteel fusioniert, einem führenden Unternehmen für Schnellarbeitsstähle.
Im Juli 1994 wurden 30 Prozent der Eramet-Aktien an die Pariser Börse gebracht. Diese Aktien kamen von den drei Anteilseignern ERAP, Elf Aquitaine und Imétal.
Im Jahr 2000 wurden 4 % von Le Nickel-SLN an die Société Territoriale Calédonienne de Participations Industrielles (STCPI) verkauft, welche die drei Provinzen Neukaledoniens repräsentieren. Insgesamt hielt STCPI im Jahr 2008 34 % von Le Nickel-SLN.

## Organisation
Eramet ist in drei Geschäftsbereiche unterteilt: Nickel, Mangan und Legierungen.